# 九条任子
九条任子（くじょう たえこ/にんし、1173年10月31日（承安3年九月廿三）—1239年2月3日（曆仁元年十二月廿八）），平安時代末期、鎌倉時代后妃、女院，後鳥羽天皇中宮。父關白九条兼實，母藤原兼子。院号宜秋門院，法名清浄智，女兒昇子内親王（春華門院）。
文治5年（1189年），從三位。文治6年（1190年）1月，後鳥羽天皇元服，九条任子女御宣下，4月冊立為中宮。建久6年（1195年）生下一女昇子内親王。建久7年（1196年），建久七年政變，九条兼實失足，退出內宮。
正治2年（1200年）院号宣下，為宜秋門院。正治3年（1201年），母兼子去世。承元元年（1207年）九条兼實薨。建曆元年（1211年）昇子内親王薨。建曆2年（1212年）辞去院号年官・年爵。
承久3年（1221年）、承久之乱，其夫後鳥羽上皇被流放到隱岐島。曆仁元年（1238年）駕崩，享年66歲。